# Макимова Гора (Ленінградська область)
Макимова Гора (рос. Максимова Гора) — присілок Бокситогорського району Ленінградської області Росії. Входить до складу Борського сільського поселення.
Населення — 4 особи (2012 рік). 